# Tanyptera (Tanyptera) atrata portschinskyi
Tanyptera (Tanyptera) atrata portschinskyi is een ondersoort van de tweevleugelige Tanyptera (Tanyptera) atrata uit de familie langpootmuggen (Tipulidae). De ondersoort komt voor in het Palearctisch gebied.